# Potros UAEM
Club de Fútbol Potros de la Universidad Autónoma del Estado de México (UAEM) – meksykański klub piłkarski z siedzibą w mieście Toluca, stolicy stanu Meksyk. Aktualnie występuje w czwartej lidze – Liga TDP. Domowe mecze rozgrywa na obiekcie Estadio Universitario Alberto „Chivo” Córdoba.

## Historia
Chronologia nazw
- Moscos UAEM (1970–1977)
- Potros UAEM (od 1990)

Klub został założony w 1970 roku pod nazwą Moscos UAEM i od początku swojej działalności podlega publicznej uczelni Universidad Autónoma del Estado de México (UAEM) w Toluce. W 1972 roku został zaproszony do rozgrywek drugiej ligi meksykańskiej. Występował w niej w latach 1972–1974, po czym spadł do trzeciej ligi. Już w sezonie 1974/1975 wygrał rozgrywki Tercera División i po zaledwie roku nieobecności powrócił do drugiej ligi. W Segunda División występował do sezonu 1977/1978, kiedy to po 14. kolejce przeniósł się do miasta Nezahualcóyotl i zmienił nazwę na Coyotes Neza.
Działalność klubu reaktywowano w maju 1990 pod nazwą Potros UAEM z inicjatywy ówczesnego rektora Efréna Rojasa Dávili. Skład zespołu utworzyło kilkudziesięciu studentów z różnych wydziałów UAEM. Przystąpił do rozgrywek czwartej ligi, których wicemistrzostwo zdobył w sezonie 1998/1999 i tym samym awansował na trzeci szczebel rozgrywek. W sezonach Apertura 2014 i Apertura 2015 drużyna Potros wygrała trzecią ligę meksykańską i w 2016 roku po 39 latach przerwy powróciła do drugiej ligi
W grudniu 2019 klub wycofał się z drugiej ligi ze względu na problemy finansowe w utrzymaniu drużyny na tym szczeblu rozgrywek, brak wsparcia ze strony sponsorów i niską frekwencję na meczach domowych (średnio ok. 8% pojemności stadionu). Dotychczasowe czwartoligowe rezerwy Potros zostały pierwszą drużyną klubu.